# Noravan (Armavir)
Pour l’article homonyme, voir Noravan (Syunik).
Noravan (en arménien Նորավան) est une communauté rurale du marz d'Armavir, en Arménie. Elle compte 1 182 habitants en 2009.